# يلازمني خيالك (ألبوم)
يلازمني خيالك، البوم شبابي اطلقته المطربة الإماراتية احلام والملقبة ب "الملكة"، الالبوم يحتوي على 10 اغاني وهوالالبوم رقم 13 لاحلام. دشنته في حفلان في مصر احدهم في معهد الموسيقى العربيه والذي حظرة الكثير من الاعلاميين مثل: لجين عمران واروى وايضاً مطربين وممثلين من الخليج والدول العربيه مثل: محمد رمضان، وهاني شاكر وزوجته، وفيفى عبده، وسمير صبرى ومصمم الأزياء هانى البحيرى، ونادية مصطفى، امل العوضي، نور الغندور، داليا ووعد، هيفاء وهبي والمخرج جو بوعيد، بينما كان الحفل الثاني في دار الاوبرا حفلا جماهيريا ضخماً.
هو أول البوم تنتجه في شركتها الخاصة (كوين انترنايشونال).
تعاونت فيه مع ملحنين وكتاب وموزعين شباب هم:
عبد الرحمن العثمان (له في الالبوم 6 أعمال موزعة بين كاتب وملحن)، حمد القطان، احمد الصانع، عصام الشرايطي، مدحت خميس، زيد نديم، زيد عادل، عثمان عبود، مشاري الإبراهيم، جاسم محمد، سمر البحرينيه، طيف عادل، وشم، محمد نور قناعة، عبد السلام محمد، ناصر الصالح، فايز السعيد وعبد العزيز الويس.

## اغاني الالبوم
- يستاهل الجرح
- ولية
- الجهات المستحيلة
- طلقة
- يلازمني خيالك
- ظنيت بك خيراً
- حبيبي ما
- أبي امي
- ومستغرب
- حمال اسية

## فيديو كليبات
صورت المطربة احلام اغنيتان من الالبوم كلاهما من إنتاج المخرج جو بوعيد
1. طلقة والذي عرض في أول أيام عيد الفطر من سنه 2016
2. يلازمني خيالك